# Zuckerfabrik Delitzsch

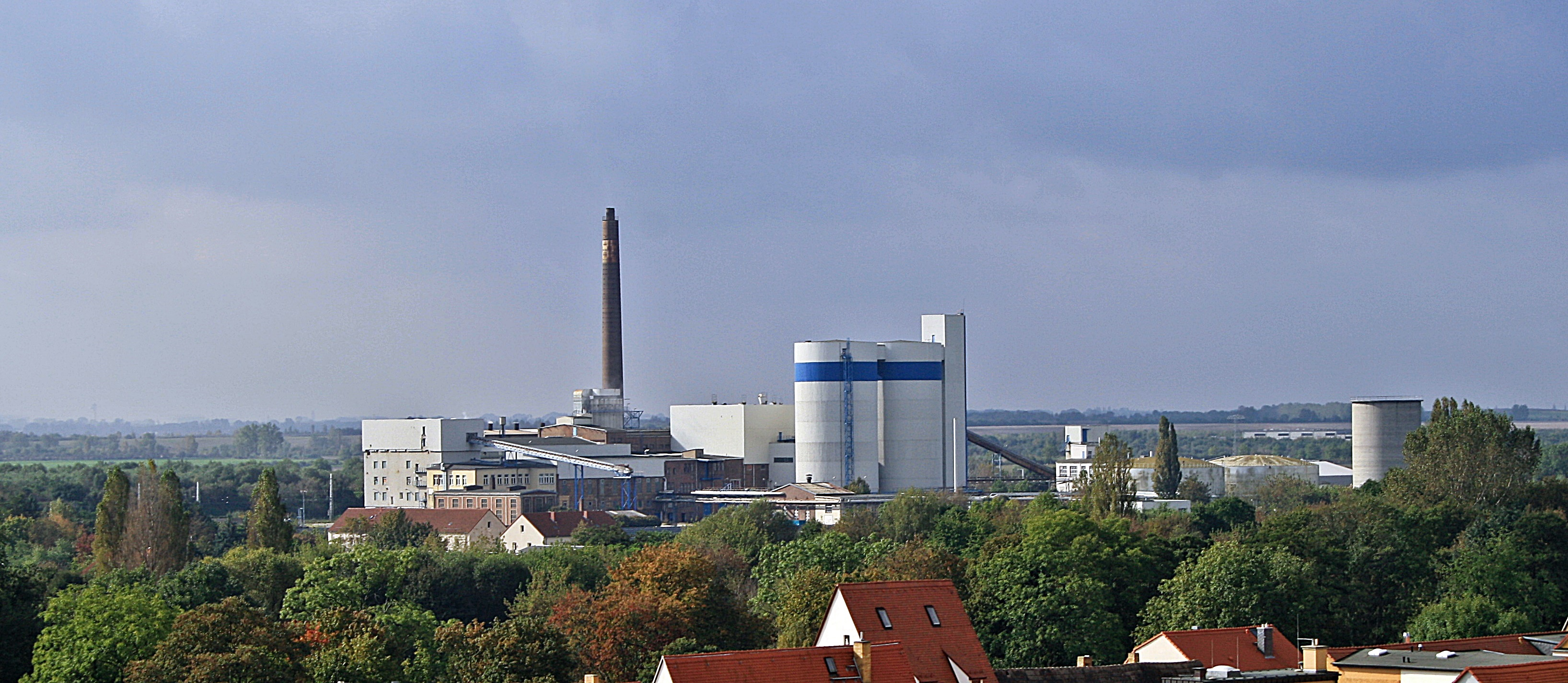
Ansicht der Biogasanlage auf dem Zuckerfabrik-Gelände im Jahr 2014

Die Zuckerfabrik Delitzsch ist ein ehemaliges Werk in Delitzsch.

## Geschichte
Das Zuckerwerk wurde 1889 als Aktiengesellschaft gegründet. Zum Vorsitzenden der Gesellschaft wurde Friedrich von Busse gewählt. Schon am Tage der Gründung erwarben 114 Gutsbesitzer und Bauern Aktien. Im Oktober kamen weitere 51 Aktionäre hinzu 1894 erfolgte die Umwandlung in eine GmbH. 1922 wurde das Werk elektrifiziert und auf Elektroantrieb umgestellt. In den folgenden Jahren expandierte das Werk und wurde vergrößert.

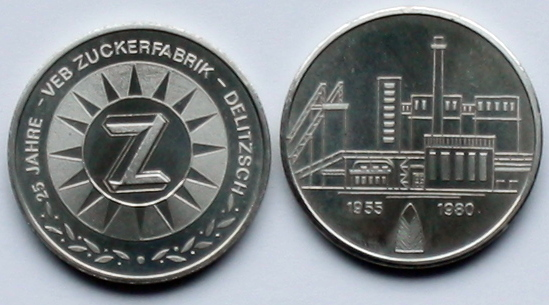
25 Jahre VEB Zuckerfabrik-Delitzsch

Nach dem Krieg wurden die Anlagen des Werks, das in der Sowjetischen Besatzungszone lag, demontiert und als Reparationsleistung in die Sowjetunion verbracht. Nachdem man 1952 einen Wiederaufbau der Anlage zur Weißzuckergewinnung plante, eröffnete man 1955 das neue Werk, das 1966 Betriebsbestandteil des Kombinats Zeitz wurde. 1971 hatte die Fabrik ihre volle Leistung aufgenommen und wurde als „bester Betrieb“ der 42 DDR-Betriebe der zuckerproduzierenden Industrie ausgezeichnet. Anfang der 1980er Jahre war das Werk zum größten seiner Branche angewachsen. Ab 1984 war der Betrieb VEB Zuckerfabrik Delitzsch Teil des VE Kombinat Zucker Halle.
Nach der Wende wurde das Unternehmen von der Südzucker AG aufgekauft und in die Südzucker GmbH, Zeitz, umgewandelt. Das Werk wurde komplett modernisiert und restrukturiert. Ende 2001 stellte Südzucker den Betrieb ein.

## Produkte
Das Werk stellte anfangs vor allem Rohzucker aus Zuckerrüben her. Nach dem Zweiten Weltkrieg wurde die Produktion auf Weißzucker umgestellt und als Rohstoff kam auch Zuckerrohr aus Kuba hinzu. Aus den Abfällen wurde Tierfutter produziert. Waren es im ersten Produktionsjahr 1889 24.000 t Rüben und 265 t pro Tag, wurden 1998 über 7000 t Zuckerrüben pro Tag verarbeitet und insgesamt aus 555.000 t Zuckerrüben 48200 t Weißzucker gewonnen.

## Aktuelle Situation
Auf dem Gelände entstand kurz nach Einstellung der Zuckerproduktion 2002 ein Biomassekraftwerk, das nach mehreren Betreiberwechseln 2016 die Produktion einstellte. 2019 kaufte ein Immobilieninvestor das Gelände und plante eine Wohnbebauung als „Wohngebiet Rubach-Viertel“.
Künftig soll das Gelände Standort des Großforschungszentrums Center for the Transformation of Chemistry werden. Dazu gründeten die Stadt Delitzsch und der Landkreis Nordsachsen 2023 den gemeinsamen „Zweckverband Großforschungszentrum CTC – Center for the Transformation of Chemistry“.  Die Stadt hob außerdem im selben Jahr den bislang geltenden Bebauungsplan auf und beschloss die Aufstellung eines neuen Bebauungsplans für ein Sondergebiet für Forschung und Entwicklung.